# Dominikus Willi
Dominikus Martin Carl Willi, OCist., vl. jménem Martin Carl Willi (20. dubna 1844 Domat/Ems – 6. ledna 1913) byl opatem cisterciáckého opatství Marienstatt a v letech 1898–1913 biskupem v Limburgu.

## Život

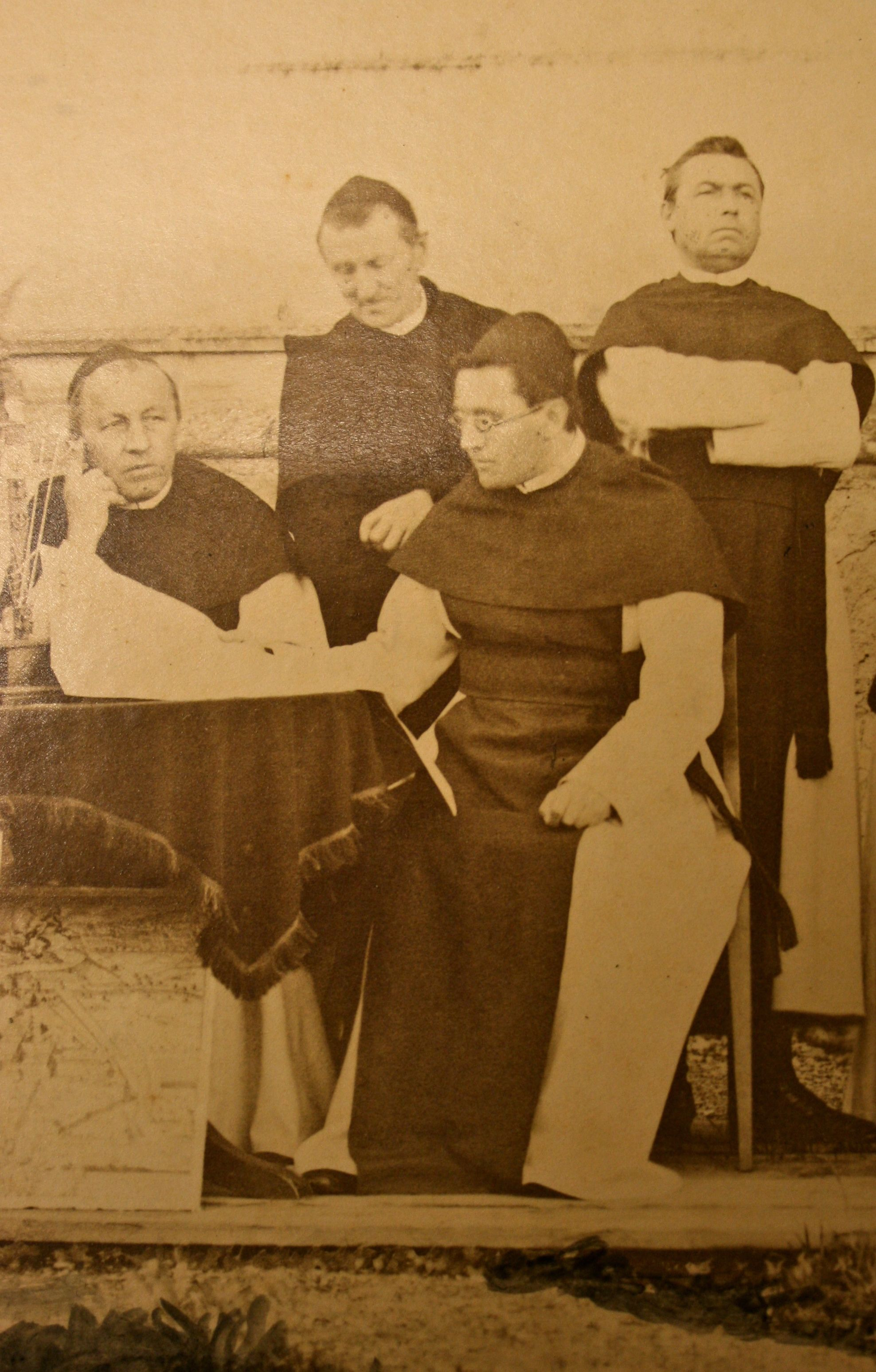
Dominikus Willi jako mladý mnich v opatství Wettingen-Mehrerau, sedící vpravo

Narodil se jako páté dítě důstojníka královské neapolské armády. Po maturitě vstoupil v roce 1861 do cisterciáckého řádu v rakouském teritoriálním opatství v Wettingen-Mehrerau.
Studium absolvoval v Einsiedelnu a Mehrerau. Na kněze byl vysvěcen 12. května 1867 a v roce 1878 se stal převorem kláštera.
V roce Mehrerau byl, s krátkým přerušením letech 1867–1878, ředitelem gymnázia Collegium Bernardi, které je připojeno ke klášterní škole. V roce 1888 se přestěhoval na území diecéze Limburg, aby se postaral o přesídlení cisterciáckého opatství do Marienstatt. V roce 1890 se v témže klášteře stal opatem. Dne 15. června 1898 ho zvolila kapitula limburské katedrály biskupem diecéze Limburg a o sedm dní později byl papežem Lvem XIII. jmenován. Na biskupa byl vysvěcen 8. září 1898 biskupem Paulem Leopoldem Haffnerem.
Willi byl nástupcem biskupa Karla Kleina, který zemřel 6. února 1898. Během svého funkčního období zvětšil počet farností v diecézi o pět farností a o 21 kapelánií.